# 扬娜·乌斯科娃
扬娜·乌斯科娃（俄语：Яна Викторовна Ускова，1985年9月28日—），俄羅斯女子手球運動員，亦是俄羅斯國家女子手球隊隊員，司職右翼。曾在2007年世界女子手球錦標賽入選該屆賽事的全明星隊；並為俄羅斯隊奪得冠軍。
2008年，乌斯科娃代表俄罗斯參加中國北京舉行的奥林匹克运动会女子手球比賽，最終贏得一面銀牌。